# Orechovo-Borisovo Južnoe
Il quartiere Orechovo-Borisovo Južnoe (in russo Район Орехово-Борисово Южное?, Orechovo-Borisovo meridionale) è un quartiere di Mosca sito nel Distretto Meridionale.
Insieme al quartiere di Orechovo-Borisovo Severnoe prende il nome dai due abitati, Orechovo e Borisovo, che insieme all'abitato di Šipilovo sorgevano nell'area dei due quartieri attuali. Il nome di Orechovo non ha origini certe, ma è probabilmente correlato ai boschi di nocciolo (orecha) documentati nell'area già nel XVII secolo. Di Borisovo si ha menzione scritta nei catasti agrari del 1589. Nell'area del quartiere meridionale si trovava anche l'abitato di Zjablikovo, che oggi dà il nome ad un quartiere vicino.
Vengono inclusi nel territorio cittadino nel 1960, nel quartiere Proletarskij e dal 1969 nel quartiere Krasnogvardejskij. Negli anni 1970 prende il via una massiccia urbanizzazione dell'area. Dell'abitato originario di Orechovo sopravvive oggi solo il cimitero.
Il quartiere attuale viene definito con la riforma amministrativa del 1991.